# Tab Murphy
Pour les articles homonymes, voir Murphy.
Tab Murphy est un réalisateur et scénariste américain. Il est connu pour avoir écrit le scénario de certains films de Walt Disney Pictures, comme Le Bossu de Notre-Dame et Atlantide, l'empire perdu et pour avoir réalisé Le Dernier Cheyenne.

## Biographie
Murphy a fréquenté l'USC Film School. Depuis 1983, il travaille sur des scénarios pour des films et des émissions de télévision. Il a débuté au théâtre avec Gorilles dans la brume. Il a également été nommé aux Oscars du cinéma pour son écriture. En 1995, Murphy fait ses débuts dans la réalisation avec Le dernier Cheyenne, pour lequel il a également écrit le scénario. Par la suite, Murphy passe près de dix ans avec The Walt Disney Company. Il écrit le scénario du Bossu de Notre-Dame en 1996, Tarzan en 1999, Atlantide : l'empire perdu en 2001 et Frère des ours en 2003. A la même période  il est embauché par TriStar Pictures pour écrire le scénario de la suite du film Godzilla de 1998. Mais en raison des critiques négatives des journalistes et du public du film, la suite est annulée. Après avoir travaillé avec Disney pendant plusieurs années, il quitte l'entreprise en 2006 et part travailler chez Warner Bros pendant quelques années. Deux de ses œuvres comprennent Batman/Superman : Apocalypse et Batman : année 1. Ensuite, il part travailler à Sony pour écrire le scénario de Dark Country. Actuellement, il écrit un long métrage animé par Kirk Wise et un pilote pour la télévision qu'il a récemment vendu à Legendary Pictures. Il écrit également pour la Warner Bros. Animation le scénario de la série animée diffusée sur la chaîne Cartoon Network, Trop cool, Scooby-Doo !.

## Filmographie
- 1987 : My Best Friend Is a Vampire, scénariste et producteur associé
- 1988 : Gorilles dans la brume, scénariste
- 1994 : 8 secondes, scénariste
- 1995 : Le Dernier Cheyenne, réalisateur et scénariste
- 1996 : Le Bossu de Notre-Dame, scénariste
- 1999 : Tarzan, scénariste avec Noni White et Bob Tzudiker
- 2001 : Atlantide, l'empire perdu, scénariste et histoire originale avec Joss Whedon, Gary Trousdale, Kirk Wise, Blaise et Jackie Zabel
- 2003 : Frère des ours, scénario
- 2009 : Dark Country, scénario
- 2010 : Superman/Batman : Apocalypse, scénario
- 2011 : Batman : année 1, scénario
- 2011 : ThunderCats (série d'animation), scénario (7 épisodes)
- 2013 : Teen Titans Go! (série télévisée d'animation) (série d'animation), scénario (2 épisodes)
- 2015 : Trop cool, Scooby-Doo ! (série d'animation), scénario (2 épisodes)